# Gianni Sartori
Gianni Sartori (Pozzoleone, 2 de diciembre de 1946) es un deportista italiano que compitió en ciclismo en la modalidad de pista. Ganó dos medallas en el Campeonato Mundial de Ciclismo en Pista, oro en 1969 y bronce en 1968, ambas en la prueba del kilómetro contrarreloj.
Participó en los Juegos Olímpicos de México 1968, ocupando el cuarto lugar en la disciplina del kilómetro contrarreloj.

## Medallero internacional
| Campeonato Mundial | Campeonato Mundial    | Campeonato Mundial | Campeonato Mundial    |
| Año                | Lugar                 | Medalla            | Competición           |
| ------------------ | --------------------- | ------------------ | --------------------- |
| 1968               | Montevideo (Uruguay)  | Medalla de bronce  | 1 km contrarreloj (A) |
| 1969               | Brno (Checoslovaquia) | Medalla de oro     | 1 km contrarreloj (A) |